# Catherine Berg
Catherine Berg, folkbokförd Katarina Elisabeth Berg-Mizerska, född Berg 26 augusti 1933 i Bromma, Stockholm, död 11 december 2001 i Sankt Görans församling, Stockholm, var en svensk skådespelare, författare och översättare. Hon var dotter till författarna Curt (1901–1971) och Eva Berg, ogift Ekström (1904–1980), samt yngre syster till Jan Berg (1928–2015) och Mikaela Leckius (född Berg 1930). 

## Biografi
Efter studentexamen 1954 gick hon Kungliga Dramatiska Teaterns elevskola 1955–1958 varefter hon verkade som skådespelare och författare. Hon fick Skandinaviska romanpriset 1957. Hon gjorde också översättningsarbeten.
År 1964 gifte hon sig med arkitekten Jan Mizerski (1928–2022) och fick barnen Sofia 1966, Beata 1967 och Josef 1970. Catherine Berg är begravd på Katolska kyrkogården i Stockholm.

## Filmografi
- 1955 – Blockerat spår
- 1956 – Flamman
- 1957 – Det sjunde inseglet
- 1958 – Damen i svart
- 1959 – Fattigdom och högfärd
- 1962 – På jakt efter lyckan
- 1962 – Donnez-moi dix hommes désespérés
- 1963 – Fan ger ett anbud
- 1965 – För vänskaps skull
- 1969 – Tokiga grevinnan
- 1970 – Reservatet
- 1970 – Taste of Excitement

## Teater

### Roller
| År   | Roll                        | Produktion                                | Regi             | Teater                  |
| ---- | --------------------------- | ----------------------------------------- | ---------------- | ----------------------- |
| 1959 | Engelke, von Bremens dotter | Den politiske kannstöparen Ludvig Holberg | Rune Carlsten    | Dramaten/ Folkan        |
| 1959 |                             | En midsommarnattsdröm William Shakespeare | Sandro Malmquist | Skansens friluftsteater |
| 1962 |                             | Råttfällan Agatha Christie                | Jerk Liljefors   | Riksteatern             |